# Morbus Trevor

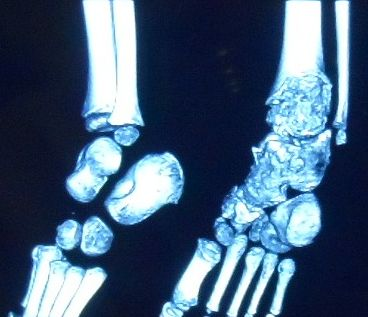
Morbus Trevor

Morbus Trevor (Dysplasia epiphysealis hemimelica, engl. Trevor disease oder Fairbank's disease) ist eine angeborene Störung der Knochenentwicklung, die durch umschriebenen Überwuchs der knorpeligen Anlage mit Deformierung und Vergrößerung eines oder mehrerer Knochen im Zuge der Ossifikation charakterisiert ist. Die Krankheit ist nach David Trevor benannt. Die Erstbeschreibung wurde von Albert Mouchet und J. Bélot 1926 erbracht. Die Bezeichnung „dysplasia epiphysealis hemimelica“ wurde von Fairbank vorgeschlagen.

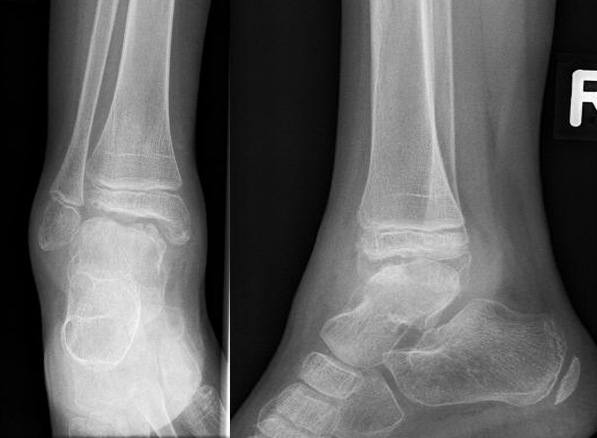
Oberes Sprunggelenk mit Morbus Trevor bei einem 9-jährigen Mädchen

## Epidemiologie
Die Erkrankung ist selten, das Auftreten wird auf 1 zu 1 Million angegeben, deutlich häufiger bei Jungen als bei Mädchen. Der Erbgang ist autosomal-dominant.

## Klinik
M. Trevor tritt einseitig zumeist an der unteren Extremität auf und führt im Laufe des Wachstums zur Fehlstellung und Deformierung des Gelenkes.
Assoziation mit Enchondromatose ist beschrieben.
Der schmerzlose Überwuchs fällt im Kleinkindesalter auf, häufig an den Fußknochen, am Kniegelenk oder Sprunggelenk.

## Diagnostik
Die Diagnose kann im Röntgenbild gestellt werden aufgrund der typischen Lokalisation, des unregelmäßigen Überwuchses und des Auftretens von mehreren nicht miteinander verbundenen Knochenkernen, die an Epiphysen angelagert sind. Eine Diagnosesicherung ist im MRT möglich.

## Differentialdiagnose
Histologisch sind die Veränderungen von einem Osteochondrom nicht zu differenzieren, letztere treten aber immer metaphysär und nicht epiphysär auf.
Abzugrenzen sind knöcherne Absprengungen durch vorausgegangene Traumata, eine Synoviale Chondromatose aufgrund der Altersgruppe.

## Behandlung
Eine ursächliche Behandlung existiert nicht, erheblich störende Veränderungen können operativ entfernt werden, wachsen jedoch bis zum Abschluss der Skelettreifung wieder nach.